# HD 114729
HD 114729は、ケンタウルス座の方角に約118光年の距離にある7等級の恒星である。太陽と似た黄色の主系列星である。太陽より若干軽いが、明るさは約2倍である。これは、太陽よりずっと年上、おそらくは100億歳以上であることを示唆している。

## 連星系
HD 114729から8秒離れた位置にある恒星2MASS J13124398-3152167は、HD 114729と同じ固有運動をしていることが明らかとなり、2つの恒星は連星系を形成していることがわかった。この場合、主星である元々のHD 114729をHD 114729A、伴星をHD 114729Bと呼ぶ。主星と伴星の間の距離は、離角と年周視差から推定するとおよそ290AU、伴星の質量は太陽の0.25倍程度となる。

## 惑星系
2003年に、リック・カーネギー系外惑星サーベイのチームが周囲を公転する太陽系外惑星の発見を公表した。この惑星の軌道長半径は地球と太陽の間の約2倍で、離心率が大きい。質量は、木星質量の95%以上と推定される。後に、HD 114729は連星であることがわかったが、この惑星は主星HD 114729Aの周りを公転している。
| 名称 （恒星に近い順） | 質量             | 軌道長半径 （天文単位） | 公転周期 (日) | 軌道離心率    | 軌道傾斜角 | 半径 |
| --------------------- | ---------------- | ----------------------- | ------------- | ------------- | ---------- | ---- |
| b                     | > 0.95 ± 0.10 MJ | 2.11 ± 0.12             | 1,114 ± 15    | 0.167 ± 0.055 | —          | —    |